# Kleinhakentyrann
Der Kleinhakentyrann (Agriornis murinus) oder manchmal Maustyrann ist eine Vogelart aus der Familie der Hakentyrannen (Agriornis). Diese Art hat ein großes Verbreitungsgebiet, das sich auf die Länder Bolivien, Argentinien, Paraguay und Uruguay beschränkt. Der Bestand wird von der IUCN als nicht gefährdet (Least Concern) eingeschätzt.

## Merkmale
Der Kleinhakentyrann erreicht eine Körperlänge von etwa 17,5 Zentimetern und hat einen hackenförmigen Schnabel. Die Oberseite ist hell rauchgrau. Die Spitzen der Flügeldecken, die Ränder der inneren Handschwingen, die Außenfahnen der äußeren Steuerfedern und eingeschränkt die Schwanzspitzen sind gräulich weiß. Dazu haben sie einen weißen Augenring und Überaugenstreifen, wobei der Zügel schwarzweiß gefleckt ist. Die weiß bis weißliche Kehle ist von dunklen Streifen durchzogen. Die graubraune bis graubraungelbe Brust geht am Bauch in ein braungelbliches Weiß über. Die Flanken sind rosa lohfarben. Im Flug wirkt der Schwanz schwarz.

## Verbreitung und Lebensraum
Sie bewegen sich vorwiegend in trockenem Buschland mit vereinzelten Bäumen in Höhen zwischen 100 und 2000 Meter. Es gibt Populationen im Nordwesten Argentiniens, die sich über die Provinzen Catamarca, Tucumán und La Rioja verteilen. Weitere Vorkommen gibt es im südlichen Zentralargentinien, in den Provinzen Neuquén, Río Negro, dem Südwesten Buenos Aires bis in den Süden Santa Cruz. Im Winter migrieren sie nach Bolivien bis ins Departamento Cochabamba und seltener bis nach Gran Chaco im Westen von Paraguay. Laut Dekret N° 514/001 des uruguayischen Ministerium für Viehzucht, Agrikultur und Fischzucht kommen sie in Uruguay im Fauna-Reservat Silvestre vor.

## Verhalten
Es ist nicht viel über das Verhalten des Vogels bekannt. Bewegen sie sich auch dem Boden, dann rennen sie relativ schnell. Sonst sitzt sie gerne auf den Büschen. Während Verfolgungsjagden geben sie scharfe piepsige Töne von sich. In der Brutzeit in Tucumán im Dezember wurden relativ großen Eier entdeckt.

## Etymologie und Forschungsgeschichte
Die Erstbeschreibung des Kleinhakentyranns erfolgte 1837 durch Alcide Dessalines d’Orbigny und Frédéric de Lafresnaye unter dem wissenschaftlichen Namen P[epoaza] Murina. Als Verbreitungsgebiet gaben sie Patagonien an. 1839 führte John Gould die Gattung Agriornis für den Weißbrauen-Hakentyrann (Agriornis micropterus) ein. Der Begriff leitet sich von αγριος agrios für wild und ορνις, ορνιθος ornis, ornithos für Vogel  ab. Der Artname »murinus« hat seinen Ursprung in lateinisch murinus, murinus, mus, muris ‚mausgrau, von der Maus, Maus‘.